# 魔法の鍵〜The Dream Goes On
『魔法の鍵〜The Dream Goes On』は、石井竜也&高杉さと美のコラボレーション・シングル。2008年4月16日にウォルト・ディズニー・レコードよりリリースされた。

## 概要
2008年にオープン25周年を迎えた東京ディズニーリゾートのアニバーサリーテーマソングを収録したシングル。日本語詩・プロデュースを石井竜也が担当。2008年3月18日にミュゥモで先行配信、その他サイトでは4月1日に配信された。
2009年1月30日、東京ディズニーランド閉園後に開催されたイベント「サンクスデー」で歌唱。
オープン25周年期間にあたる2008年4月15日から2009年4月14日にかけて東京ディズニーリゾート最寄り駅の舞浜駅にて発車メロディとして本曲が使用されていた。

## チャート成績
オリコン週間シングルランキングでは初動約9千枚を売り上げ、週間13位にランクインした。

## 収録曲
1. 魔法の鍵〜The Dream Goes On
作詞・作曲：John Kavanaugh／日本語詩：石井竜也／編曲：伊藤隆博[5]
2. 魔法の鍵〜The Dream Goes On (Duet with TATUYA ISHII version)
3. 魔法の鍵〜The Dream Goes On (Duet with SATOMI TAKASUGI version)
4. 魔法の鍵〜The Dream Goes On (Instrumental)
5. 魔法の鍵〜The Dream Goes On (Image Film version)

## 収録作品・カバー
| 発売日        | タイトル |
| ------------- | --- |
| 2009年1月28日 | ディズニー・ドリーム・ポップ ～トリビュート・トゥ・東京ディズニーリゾート 25thアニバーサリー（ウィンター・ミックスが収録）            |
| 2009年3月25日 | 高杉さと美『Prism』 |
| 2013年3月20日 | 東京ディズニーリゾート アニバーサリー・テーマソングス                                                                                 |
| 2013年3月27日 | Disney声の王子様～東京ディズニーリゾート(R)30周年記念盤（「小野大輔 & 寺島拓篤」「小野大輔 & U」「U & 寺島拓篤」の3バージョンが収録） |
| 2013年9月25日 | ディズニー・ジャパニーズ・アーティスト・ベスト                                                                                        |